# Campeonato Descentralizado 1979
El Campeonato Descentralizado de fútbol profesional del Perú de 1979 tuvo la participación de 16 equipos. El torneo se desarrolló en dos etapas: la Primera Etapa, en la que los dieciséis clubes se enfrentaban entre sí, y las Liguillas por el título y el descenso, que las disputaban los equipos de acuerdo a su ubicación en la Primera Etapa.
El campeón del certamen fue el Sporting Cristal, tras obtener el mayor puntaje acumulado en la Liguilla, el Atlético Chalaco se ubicó en segundo lugar y clasificó por primera vez a la Copa Libertadores de América. El club León de Huánuco perdió la categoría tras obtener los peores resultados en la Liguilla.
El goleador del torneo fue José Leyva, quien marcó 28 goles jugando por el Alfonso Ugarte.

## Sistema de competición
Como en temporadas anterior, se dividirá en 2 etapas:

### Primera Etapa
Consta de un grupo único integrado por dieciséis clubes de toda la geografía peruana. Siguiendo un sistema de liga, los dieciséis equipos se enfrentan todos contra todos en dos ocasiones, una en campo propio y otra en campo contrario, sumando un total de 30 jornadas. El orden de los encuentros se decidirá por sorteo antes de empezar la competición.
La clasificación final se establecerá teniendo en cuenta los puntos obtenidos en cada enfrentamiento, a razón de dos por partido ganado, uno por empate y ninguno en caso de derrota. Si al finalizar el campeonato dos equipos igualan a puntos, los mecanismos para desempatar la clasificación son los siguientes:
- El que tiene una mejor diferencia de goles en el campeonato.
- El que tiene una mejor diferencia de goles en partidos jugados entre ellos.
- Sorteo.

### Segunda Etapa

#### Liguilla por el título
Los primeros 4 clasificados de la Primera Fase juegan entre sí partidos de ida y vuelta, la sumatoria de puntos se basa en los puntos que consiguieron en la Primera Fase.
En el caso de que el Primer y Segundo clasificado estén empatados a puntos, el mecanismo es el siguiente:
- Partido en cancha neutral, si el partido termina en empate, se decidirá por medio de los penales.

#### Liguilla por la permanencia
Los últimos 4 clasificados de la Primera Fase juegan entre sí partidos de ida y vuelta, la sumatoria de puntos se basa en los puntos que consiguieron en la Primera Fase.
En el caso de que el Penúltimo y Último clasificado estén empatados a puntos, el mecanismo es el siguiente:
- Partido en cancha neutral, si el partido termina en empate, se decidirá por medio de los penales.

### Clasificación para torneos internacionales
La CONMEBOL otorga a la Liga peruana dos plazas de clasificación para la Copa Libertadores 1981 que se distribuirá de la siguiente forma:
- Perú 1: Campeón del Campeonato Descentralizado 1980
- Perú 2: Subcampeón del Campeonato Descentralizado 1980.

### Descenso
El último clasificado descenderá a la Copa Perú 1980 - Región IX, mientras que el penúltimo tendrá que jugar un Repechaje contra el Subcampeón de la Copa Perú 1979.

## Equipos participantes

### Localización
Perú está dividido en 24 departamentos y una provincia constitucional, 9 están representados en el campeonato con por lo menos un equipo. La Provincia de Lima cuenta con la mayor cantidad de representantes (6 equipos), seguido por la Provincia Constitucional del Callao y Junín (2 equipos) y de las demás regiones (1 equipo).
| Lima       | 6 | Alianza Lima, Deportivo Municipal, Juventud La Palma, Sporting Cristal, Unión Huaral y Universitario | CNI Coronel Bolognesi Unión Huaral Alianza Lima Deportivo Municipal Juventud La Palma Sporting Cristal Universitario Atlético Torino Juan Aurich Melgar Alfonso Ugarte ADT Deportivo Junín Atl. Chalaco Sport · Boys Localización de los equipos de la Primera División 1978 |
| Callao     | 2 | Atlético Chalaco y Sport Boys                                                                        | CNI Coronel Bolognesi Unión Huaral Alianza Lima Deportivo Municipal Juventud La Palma Sporting Cristal Universitario Atlético Torino Juan Aurich Melgar Alfonso Ugarte ADT Deportivo Junín Atl. Chalaco Sport · Boys Localización de los equipos de la Primera División 1978 |
| Junín      | 1 | Deportivo Junín                                                                                      | CNI Coronel Bolognesi Unión Huaral Alianza Lima Deportivo Municipal Juventud La Palma Sporting Cristal Universitario Atlético Torino Juan Aurich Melgar Alfonso Ugarte ADT Deportivo Junín Atl. Chalaco Sport · Boys Localización de los equipos de la Primera División 1978 |
| Arequipa   | 1 | FBC Melgar                                                                                           | CNI Coronel Bolognesi Unión Huaral Alianza Lima Deportivo Municipal Juventud La Palma Sporting Cristal Universitario Atlético Torino Juan Aurich Melgar Alfonso Ugarte ADT Deportivo Junín Atl. Chalaco Sport · Boys Localización de los equipos de la Primera División 1978 |
| Lambayeque | 1 | Juan Aurich                                                                                          | CNI Coronel Bolognesi Unión Huaral Alianza Lima Deportivo Municipal Juventud La Palma Sporting Cristal Universitario Atlético Torino Juan Aurich Melgar Alfonso Ugarte ADT Deportivo Junín Atl. Chalaco Sport · Boys Localización de los equipos de la Primera División 1978 |
| Piura      | 1 | Atlético Torino                                                                                      | CNI Coronel Bolognesi Unión Huaral Alianza Lima Deportivo Municipal Juventud La Palma Sporting Cristal Universitario Atlético Torino Juan Aurich Melgar Alfonso Ugarte ADT Deportivo Junín Atl. Chalaco Sport · Boys Localización de los equipos de la Primera División 1978 |
| Puno       | 1 | Alfonso Ugarte                                                                                       | CNI Coronel Bolognesi Unión Huaral Alianza Lima Deportivo Municipal Juventud La Palma Sporting Cristal Universitario Atlético Torino Juan Aurich Melgar Alfonso Ugarte ADT Deportivo Junín Atl. Chalaco Sport · Boys Localización de los equipos de la Primera División 1978 |
| Loreto     | 1 | Colegio Nacional de Iquitos                                                                          | CNI Coronel Bolognesi Unión Huaral Alianza Lima Deportivo Municipal Juventud La Palma Sporting Cristal Universitario Atlético Torino Juan Aurich Melgar Alfonso Ugarte ADT Deportivo Junín Atl. Chalaco Sport · Boys Localización de los equipos de la Primera División 1978 |
| Tacna      | 1 | Coronel Bolognesi                                                                                    | CNI Coronel Bolognesi Unión Huaral Alianza Lima Deportivo Municipal Juventud La Palma Sporting Cristal Universitario Atlético Torino Juan Aurich Melgar Alfonso Ugarte ADT Deportivo Junín Atl. Chalaco Sport · Boys Localización de los equipos de la Primera División 1978 |
| Huánuco    | 1 | León de Huánuco                                                                                      | CNI Coronel Bolognesi Unión Huaral Alianza Lima Deportivo Municipal Juventud La Palma Sporting Cristal Universitario Atlético Torino Juan Aurich Melgar Alfonso Ugarte ADT Deportivo Junín Atl. Chalaco Sport · Boys Localización de los equipos de la Primera División 1978 |

### Ascensos y descensos
Un total de 16 equipos disputan la liga: los 15 primeros clasificados del Campeonato Descentralizado 1979 y el campeón de la Copa Perú 1979.

#### Descenso a Copa Perú
El único equipo que descendió en la temporada pasada fue el León de Huánuco, en la Primera Etapa quedó en el 9.º lugar con los mismos puntos que el Deportivo Junín que clasificó a la liguilla por el título, pero con peor diferencia de gol, por esto se tubo que ir a disputar la liguilla por la permanencia donde quedó último con 12 puntos, pero como CNI y Juventud La Palma también tenían dicha cantidad de puntos, se tuvieron que enfrentar otra vez para decidir al que iba a descender, todos los partidos se disputaron en Lima y León de Huánuco perdió 0-2 con CNI y consumó su descenso al perder también 0-2 con Juventud La Palma, el cuadro huanuqueño quedó último con 0 puntos y descendía luego de permanecer 8 temporadas en la Primera División.

#### Ascenso de Copa Perú
El ADT de Junín fue el campeón de la Copa Perú 1979, llegó a la Etapa Nacional y allí lideró un grupo conformado por Defensor Lima, Papelera Atlas y Deportivo SIMA, clasificando al hexagonal final, empezó ganado al UTC y empatando contra Deportivo Garcilaso, pero luego obtuvo 2 victorias seguidas contra Defensor Lima y Deportivo Centenario, en la última fecha se daría como una final del ascenso, el ADT llegaba como líder con 7 puntos mientras que el Aguas Verdes de Tumbes estaba con 6, el partido terminaría 0-0 y ADT por primera vez en su historia ascendió a la Primera División.
| Pos. | Descendidos a Copa Perú |
| ---- | ----------------------- |
| 16.º | Defensor Lima           |

| Pos. | Ascendidos de Copa Perú |
| ---- | ----------------------- |
| 1.º  | Juventud La Palma       |

### Información de los equipos
| Equipo              | Ciudad   | Entrenador           | Estadio               | Aforo  |
| ------------------- | -------- | -------------------- | --------------------- | ------ |
| León de Huánuco     | Huánuco  | José Pérez Figueiras | Heraclio Tapia León   | 25 000 |
| Alfonso Ugarte      | Puno     | Walter Milera        | Enrique Torres Belón  | 20 000 |
| Alianza Lima        | Lima     | Juan José Tan        | Alejandro Villanueva  | 33 938 |
| Atlético Chalaco    | Callao   | Roberto Drago        | Telmo Carbajo         | 6 000  |
| Atlético Torino     | Talara   | Diego Agurto         | Campeonísimo          | 8 000  |
| CNI                 | Iquitos  | César Cubilla        | Max Augustín          | 24 000 |
| Coronel Bolognesi   | Tacna    | Alejandro Heredia    | Jorge Basadre         | 19 850 |
| Deportivo Junín     | Huancayo | Tachero Martínez     | Huancayo              | 20 000 |
| Deportivo Municipal | Lima     | Vito Andrés Bártoli  | Nacional              | 45 750 |
| Juan Aurich         | Chiclayo | Orlando De La Torre  | Elías Aguirre         | 24 500 |
| Juventud La Palma   | Huacho   | Mario Gonzales       | Segundo Aranda Torres | 8 000  |
| FBC Melgar          | Arequipa | Máximo Carrasco      | Mariano Melgar        | 20 000 |
| Sport Boys          | Callao   | Eloy Campos          | Miguel Grau           | 15 000 |
| Sporting Cristal    | Lima     | Marcos Calderón      | Nacional              | 45 750 |
| Unión Huaral        | Huaral   | Moisés Barack        | Julio Lores Colan     | 10 000 |
| Universitario       | Lima     | Roberto Scarone      | Nacional              | 45 750 |

## Primera etapa
Se jugó entre los dieciséis equipos pertenecientes a la Primera División del Perú bajo el sistema de todos contra todos en dos ruedas distintas. Los ocho clubes con mayor puntuación en esta etapa jugaban la Liguilla por el título, mientras que los ocho peor ubicados disputaban la Liguilla por el descenso; además, los tres mejor ubicados y los tres peor ubicados recibieron bonificaciones y penalidades de 1, 2 y 3 puntos respectivamente para las Liguillas.

| Pos | Equipo              | Pts. | PJ | PG | PE | PP | GF | GC | DG  | Bonificaciones y Penalidades    |
| --- | ------------------- | ---- | -- | -- | -- | -- | -- | -- | --- | ------------------------------- |
| 1   | Universitario       | 41   | 30 | 16 | 9  | 5  | 44 | 19 | +25 | Liguilla Final, Bonificación +3 |
| 2   | Juan Aurich         | 38   | 30 | 13 | 12 | 5  | 30 | 24 | +6  | Liguilla Final, Bonificación +2 |
| 3   | Sporting Cristal    | 35   | 30 | 10 | 15 | 5  | 46 | 26 | +20 | Liguilla Final, Bonificación +1 |
| 4   | Alianza Lima        | 33   | 30 | 12 | 9  | 9  | 48 | 26 | +22 | Liguilla Final                  |
| 5   | Alfonso Ugarte      | 33   | 30 | 14 | 5  | 11 | 42 | 43 | -1  | Liguilla Final                  |
| 6   | Unión Huaral        | 31   | 30 | 8  | 15 | 7  | 32 | 29 | +3  | Liguilla Final                  |
| 7   | Atlético Chalaco    | 31   | 30 | 9  | 13 | 8  | 28 | 27 | +1  | Liguilla Final                  |
| 8°  | Deportivo Junín     | 30   | 30 | 11 | 8  | 11 | 39 | 43 | -4  | Liguilla Final                  |
| 9   | León de Huánuco     | 30   | 30 | 12 | 6  | 12 | 32 | 42 | -10 | Liguilla Descenso               |
| 10  | Sport Boys          | 29   | 30 | 11 | 7  | 12 | 35 | 37 | -2  | Liguilla Descenso               |
| 11  | Deportivo Municipal | 28   | 30 | 11 | 6  | 13 | 30 | 34 | -4  | Liguilla Descenso               |
| 12  | CNI                 | 28   | 30 | 10 | 8  | 12 | 33 | 45 | -12 | Liguilla Descenso               |
| 13  | Coronel Bolognesi   | 27   | 30 | 11 | 5  | 14 | 36 | 40 | -4  | Liguilla Descenso               |
| 14  | Atlético Torino     | 24   | 30 | 7  | 10 | 13 | 25 | 37 | -12 | Liguilla Descenso, Penalidad -1 |
| 15  | Juventud La Palma   | 22   | 30 | 6  | 10 | 14 | 21 | 32 | -11 | Liguilla Descenso, Penalidad -2 |
| 16  | FBC Melgar          | 20   | 30 | 6  | 8  | 16 | 26 | 43 | -17 | Liguilla Descenso, Penalidad -3 |

|  | Van a la Liguilla Final 1979       |
|  | Van a la Liguilla de Descenso 1979 |

## Liguilla descenso
Fue disputado en partidos de ida y vuelta por los ocho equipos con menor puntaje acumulado en la Primera Etapa. Los clubes Atlético Torino, Juventud La Palma y F.B.C. Melgar empezaron la Liguilla con 1, 2 y 3 puntos menos respectivamente ya que ocuparon los tres últimos lugares de la Primera Etapa.
Al final de la Liguilla hubo un triple empate en la última ubicación, por lo que se tuvieron que disputar partidos extras para definir al club que perdía la categoría.

| Pos. | Equipo              | J  | G | E | P | GF | GC | DG | Pts |
| ---- | ------------------- | -- | - | - | - | -- | -- | -- | --- |
| 9°   | Sport Boys          | 14 | 7 | 3 | 4 | 24 | 19 | +5 | 17  |
| 10°  | Deportivo Bolognesi | 14 | 5 | 4 | 5 | 15 | 16 | -1 | 14  |
| 11°  | Melgar              | 14 | 6 | 4 | 4 | 16 | 12 | +4 | 13  |
| 12°  | Atlético Torino     | 14 | 6 | 2 | 6 | 17 | 14 | +3 | 13  |
| 13°  | Deportivo Municipal | 14 | 4 | 5 | 5 | 15 | 19 | -4 | 13  |
| 14°  | CNI                 | 14 | 5 | 2 | 7 | 13 | 12 | +1 | 12  |
| 15°  | Juventud La Palma   | 14 | 5 | 4 | 5 | 13 | 15 | -2 | 12  |
| 16°  | León de Huánuco     | 14 | 6 | 0 | 8 | 15 | 21 | -6 | 12  |

|  | Van a Play-off Descenso 1979 |

### Play-off
| Pos. | Equipo            | J | G | E | P | GF | GC | DG | Pts |
| ---- | ----------------- | - | - | - | - | -- | -- | -- | --- |
| 14°  | C.N.I.            | 2 | 2 | 0 | 0 | 4  | 1  | +3 | 4   |
| 15°  | Juventud La Palma | 2 | 1 | 0 | 1 | 3  | 2  | +1 | 2   |
| 16°  | León de Huánuco   | 2 | 0 | 0 | 2 | 0  | 4  | -4 | 0   |

|  | Desciende a la Copa Perú 1980 Etapa Nacional |

## Liguilla final
La disputaron los ocho equipos con mayor puntuación en la Primera Etapa y comenzaron sin los puntajes acumulados. Los clubes Universitario de Deportes, Juan Aurich y Sporting Cristal recibieron 3, 2 y 1 punto(s) de bonificación respectivamente.
El campeón del torneo fue Sporting Cristal el 19 de enero de 1980. Con una fecha de anticipación da la vuelta al vencer en la penúltima jornada al Deportivo Junín de Huancayo por 6-1. El partido se inició sobre las 8 de la noche, el “Diamante” Julio Cesar Uribe fue quien abrió el marcador. Los goles siguieron llegando por cuenta de Juan Carlos Oblitas el segundo, del virtuoso Roberto Mosquera el tercero, del “Trucha” Percy Rojas el cuarto, de un autogol para el quinto, y cerrando la cuenta el propio Julio Cesar Uribe para sellar el contundente 6 a 1.
Derrotó en su último encuentro a Universitario por 2-0 con goles de Eloy Ortiz y Hugo Palomino. El goleador del equipo fue Julio Cesar Uribe con 20 goles.
El subcampeón fue el Atlético Chalaco que clasificó a la Copa Libertadores 1980 junto a Cristal.

| Pos. | Equipo                    | J  | G | E | P | GF | GC | DG  | Pts |
| ---- | ------------------------- | -- | - | - | - | -- | -- | --- | --- |
| 1°   | Sporting Cristal (C)      | 14 | 9 | 4 | 1 | 26 | 9  | +17 | 23  |
| 2°   | Atlético Chalaco          | 14 | 7 | 5 | 2 | 17 | 7  | +10 | 19  |
| 3°   | Juan Aurich               | 14 | 6 | 4 | 4 | 16 | 11 | +5  | 18  |
| 4°   | Alianza Lima              | 14 | 5 | 7 | 2 | 16 | 13 | +3  | 17  |
| 5°   | Alfonso Ugarte            | 14 | 4 | 5 | 5 | 16 | 20 | -4  | 13  |
| 6°   | Universitario de Deportes | 14 | 2 | 4 | 8 | 12 | 19 | -7  | 11  |
| 7°   | Deportivo Junín           | 14 | 3 | 5 | 6 | 13 | 28 | -15 | 11  |
| 8°   | Unión Huaral              | 14 | 1 | 4 | 9 | 17 | 26 | -9  | 6   |

|  | Campeón, Copa Libertadores 1980 |
|  | Copa Libertadores 1980          |
|                             |
| Campeón                     |
| Sporting Cristal 6.º título |

## Goleadores
| Jugador | Jugador              | Goles | Equipo                    |
| ------- | -------------------- | ----- | ------------------------- |
| Peruano | José Leyva           | 28    | Alfonso Ugarte            |
| Peruano | Freddy Ravello       | 21    | Alianza Lima              |
| Peruano | Julio César Uribe    | 20    | Sporting Cristal          |
| Peruano | Ever Negrete         | 18    | Juan Aurich               |
| Peruano | José Andrés Carranza | 17    | Coronel Bolognesi         |
| Peruano | Eduardo Rey Muñoz    | 16    | Unión Huaral              |
| Peruano | William Huapaya      | 15    | Alianza Lima              |
| Peruano | Abel Lobatón         | 15    | Sport Boys                |
| Peruano | Percy Rojas          | 14    | Sporting Cristal          |
| Peruano | Ernesto Neyra        | 13    | Universitario de Deportes |
| Peruano | Pedro Ruiz           | 12    | Unión Huaral              |
| Peruano | Jorge Hirano         | 12    | Juventud La Palma         |
| Peruano | Bernabé Navarro      | 12    | Atlético Torino           |
| Peruano | Juan José Ávalos     | 12    | León de Huánuco           |

## Estadísticas
- Mejor Ataque: Alianza Lima 48 goles a favor.
- Mejor Defensa: Universitario de Deportes 19 goles en contra.
- Equipo con mayor cantidad de partidos ganados: Universitario de Deportes 16 triunfos.
- Equipo con menor cantidad de partidos perdidos: Universitario de Deportes, Juan Aurich y Sporting Cristal 5 derrotas.
- Equipo con menor cantidad de partidos ganados: Juventud La Palma y FBC Melgar 6 triunfos.
- Equipo con mayor cantidad de partidos perdidos: FBC Melgar 16 derrotas.
- Equipo con mayor cantidad de empates: Sporting Cristal y Unión Huaral 15 empates.
- Equipo con menor cantidad de empates: Alfonso Ugarte y Coronel Bolognesi 5 empates.
- Equipo más goleado del torneo: CNI de Iquitos 45 goles en contra.
- Equipo menos goleador del torneo: Juventud La Palma 21 goles a favor.
- Mayor goleada del torneo: Alianza Lima 8-0 CNI de Iquitos.
- Racha más larga de victorias: 4 victorias consecutivas Universitario de Deportes (Jornada 5 – 8)
- Racha más larga de partidos sin perder: 13 partidos consecutivos Sporting Cristal (Jornada 18 – 30)
- Racha más larga de derrotas: 5 derrotas consecutivas CNI de Iquitos (Jornada 1 – 5)
- Racha más larga de partidos sin ganar: 4 partidos consecutivos Alfonso Ugarte (Jornada 3 – 6)